# Coro de niños

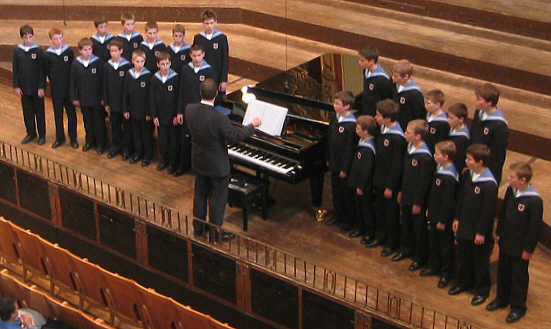
Los niños cantores de Viena

El coro de niños o coro infantil hace referencia a los coros de voces blancas integrados por niños antes de su pubertad. Aunque su extensión vocal es bastante parecida a la que tiene un coro femenino, su sonido es más puro, diferente, por carecer de vibrato.
La escolanía hace referencia generalmente a los coros de niños que dependen de una institución religiosa, teniendo como función principal, la de intervenir en el culto, siendo famosa en España la Escolanía de El Escorial.
Hasta el siglo XIX los jóvenes podían cantar como soprano y contralto aun con 17 años o más, hoy día el límite se encuentra en los 13 años.[cita requerida]

## Historia
Sus raíces han de buscarse en las capillas (a cappella) de la Alta y la Baja Edad Media. Interpretaban música sobre todo en las iglesias, pues hasta el siglo XIX las mujeres tenían prohibido cantar en estos edificios. El levantamiento de esa prohibición religiosa y la mayor propagación de coros mixtos no ha evitado que los coros de niños continúen ligados a la tradición de interpretar música sacra.
Los coros de niños pueden estar constituidos por voces de soprano y contralto (como los niños Cantores de Viena) o por todas las voces, cuando las de soprano y contralto las cantan niños y las de tenor y bajo, hombres (como el Coro de santo Tomás de Leipzig o el Dresdner Kreuzchor, ya que, al tratarse de niños, con tesituras correspondientes a su edad, es imposible que interpreten las partes escritas para las voces de bajo, barítono o tenor en piezas escritas para coros de voces mixtas. Muchos cantantes continúan en el coro tras el cambio de voz e interpretan las partes de hombres.
Tienen un papel importante en la interpretación musical de la liturgia, las Cantatas de Johann Sebastian Bach (no concebidas para una interpretación con mujeres en las partes de soprano y contralto, como el «Cantus» y «Altus»). Nikolaus Harnoncourt y Gustav Leonhardt han tenido en cuenta este aspecto en su grabación de las Cantatas de Bach y han empleado a niños tanto en el coro como en las partes solistas, del mismo modo que se hacía entonces.
En su Tercera Sinfonía, Mahler introduce un solo de soprano con coro de niños y coro de mujeres sobre la canción Des Knaben Wunderhorn.
También hay personajes infantiles en grandes óperas, como por ejemplo en La Flauta Mágica de Wolfgang Amadeus Mozart (los tres niños), Peleas y Melisande de Claude Debussy (Yniold), Otra vuelta de tuerca de Benjamin Britten (Miles), Orfeo ed Euridice de Christoph Willibald Gluck (Amore), etcétera.